# Oľdza
Oľdza (Olgya en hongrois) est un village de Slovaquie situé dans la région de Trnava.

## Histoire
Première mention écrite du village en 1239.

## Démographie

### Évolution de la population
| Année:               | 1994. | 2004.    | 2014.    | 2024.    |
| -------------------- | ----- | -------- | -------- | -------- |
| Nombre de personnes: | 263   | 325      | 457      | 641      |
| Différence:          |       | +23,57 % | +40,61 % | +40,26 % |

| Année:               | 2023. | 2024.   |
| -------------------- | ----- | ------- |
| Nombre de personnes: | 604   | 641     |
| Différence:          |       | +6,12 % |